# Televisió de Guinea Bissau
Televisió de Guinea-Bissau (portuguès: Televisão da Guiné-Bissau, o TGB) és la televisió estatal del país africà de Guinea Bissau. La seu es troba a la capital de Bissau. L'emissor principal de la cadena es troba a Nhacra i cobreix l'àrea metropolitana de Bissau. El sistema també inclou dos repetidors, un a l'est del país, a Gabú, i un altre al sud, a Catió.

## Història
La instal·lació de la primera cadena de televisió a Guinea-Bissau va començar als anys 80 després d'un concurs públic guanyat per una empresa portuguesa. Les primeres emissions es van fer en diverses fases en proves l'octubre de 1987, quan es va signar el contracte inicial per a crear una televisió estatal. De les tres licitacions (les altres dues eren franceses i cubanes), es va seleccionar la portuguesa.
El pla portuguès va ser vist com el més complet. Preveia la cobertura nacional, en un període de dues fases, amb la primera fase impartida per a la formació tècnica (inclosa la instal·lació de televisors amb energia solar en zones sense electricitat) i la segona fase supervisava la creació d'una xarxa comunitària i infraestructures per a 300 televisors, cosa que finalment mai es va aconseguir.
La televisió va arrancar oficialment el novembre de 1989, sota el nom de Televisão Experimental da Guiné-Bissau (TEGB), a través de l'acord de col·laboració amb la ràdiotelevisió portuguesa (des de llavors rebatejada Rádio e Televisão de Portugal o RTP). Aleshores, el país estava governat per João Bernardo Vieira que havia pres el poder en un colp d'estat militar el 1980, i el dia triat per al llançament oficial va coincidir amb el 9é aniversari del colp, el 14 de novembre de 1989. Fins aleshores, Guinea Bissau només tenia un servei de radiodifusió.
La programació diària durava quatre hores i mitja i els continguts de la programació es repartien entre un 50 % local i un 50 % estranger. A causa de les limitacions de l'oferta de programació, les telenovel·les del Brasil i Portugal es van convertir en els elements principals de la programació. A l'inici del servei, les notícies es limitaven a un butlletí nocturn a les 21:00 hores, que tenia notícies locals procedents dels serveis d'informació de Guinea Bissau i informes internacionals proporcionats pels butlletins de notícies de l'RTP. També es va emetre l'adaptació portuguesa de Barri Sèsam. Més endavant s'hi van anar incorporant més programes, com ara programes sobre seguretat viària, continguts del catàleg de Transtel i una revista de notícies feta principalment a partir de visites del president locals o a l'estranger.
L'edifici es va inaugurar formalment a la segona meitat de l'any 1990. La primera emissió del canal va ser una entrevista entre Cavaco Silva i Nino Vieira. El canal també va rebre els drets de retransmissió de la Copa del Món de la FIFA de 1990.
El 1995 el servei de radiodifusió va passar a denominar-se Rádio e Televisão da Guiné-Bissau (RTGB). Durant la guerra civil de 1998-99, el grup va sobreviure, però després de la caiguda de Vieira el 1999, la cadena va començar a experimentar dificultats, principalment financeres, i va ser ignorada en gran part pels nous líders polítics. El 2003 l'RTGB va canviar de nom una altra vegada, convertint-se en Televisão da Guiné-Bissau (TGB) amb la secció de ràdio dividida en una companyia separada anomenada Radiodifusão Nacional da Guiné-Bissau (RNGB).
El 2006, TGB, en col·laboració amb el govern de Guinea, va adquirir els drets per a retransmetre 64 partits de la Copa del Món de la FIFA 2006 celebrada a Alemanya. Va ser la primera vegada en la història de la televisió del país que un mitjà de comunicació de Bissau Guinea va adquirir els drets per a retransmetre un campionat del món de futbol, i va ser la primera copa del món que comptava amb tres seleccions de parla portuguesa: Angola, Brasil i Portugal. Segons els informes, TGB va pagar 16.000 dòlars dels EUA (12.300 €) pels drets d'emissió.
Fins a l'any 2006, la cadena tradicionalment emetia només quatre hores de programació cada dia, de 18 a 22 hores. El 15 de novembre de 2006, un dia després del seu 17é aniversari, el canal va passar a un horari de dotze hores, traslladant l'inici de l'emissió diària a les 10 del matí.
El 12 d'abril de 2011, arran d'un nou colp d'estat, el director de TGB va ser substituït pel periodista Francelino Cunha.